# 荒木氏綱
荒木 氏綱（あらき うじつな）は、戦国時代から安土桃山時代にかけての武将。波多野氏の家臣。丹波国多紀郡荒木城主。

## 生涯
丹波の有力国人・波多野氏に仕えた。
天正5年（1577年）11月、丹波攻略を目指す明智光秀は多紀郡の東口に位置する籾井城・安口城やその他敵対する多紀郡内の城11か所を落とし、それらに拠っていた者たちは「荒木・波多野両城」に逃げ込んだという。
天正6年（1578年）4月、明智光秀・滝川一益・丹羽長秀の軍勢が荒木城を包囲し、水の手が止められたことで城は落城した。降伏後は明智光秀に従ったとみられるが、氏綱は光秀からの仕官要請を断って、代わりに子の氏清を出仕させたともされる。
『本城惣右衛門覚書』によると、荒木城での戦いの際、荒木城には波多野秀治、赤井忠家、本城惣右衛門とその父が加勢していた。また、明智光秀の配下となった氏綱は、天正7年（1579年）8月の丹波攻略終了までの間に大山城（丹波篠山市大山）に入っていた時期があったらしく、明智方の城を攻撃した惣右衛門らに対し、大山城より200から300の軍勢を送ったとされる。
その後、天正10年（1582年）の本能寺の変に際して、『太閤記』には息子2人が明智秀満に従って大津で討死したとあり、『武家事紀』には父子4人が瀬田で戦死したとある。信憑性は落ちるが、『新撰豊臣実録』では氏綱は明智秀満の計らいで坂本城から脱出したとされており、死亡時期については諸説ある。
氏綱の子・高兼は山崎の戦い等で戦死したが、その娘が秋田実季の正室・円光院に仕えて実季の子を産んだことで、高兼の息子・高次も秋田家に取り立てられた。氏綱の来孫（高次の曽孫）で陸奥国三春藩の重臣である荒木高村の嫡男は、藩主・秋田輝季の養子となり、三春藩4代藩主・秋田頼季となった。